# Mystus elongatus
Mystus elongatus är en fiskart som först beskrevs av Günther, 1864.  Mystus elongatus ingår i släktet Mystus och familjen Bagridae. Inga underarter finns listade i Catalogue of Life.